# 피델리티 (2019년 영화)
피델리티(Vernost, Fidelity)는 러시아 연방에서 제작된 니기나 세이풀라에바 감독의 2019년 드라마 영화이다. 에브게니야 그로모바 등이 주연으로 출연하였고 발레리 페도로비치 등이 제작에 참여하였다.

## 출연

### 주연
- 에브게니야 그로모바
- 알렉산드르 팔

### 조연
- 마리아나 바실레바
- 알렉세이 아그라노비치
- 아나스타샤 데니소바